# Elisabeth Malleier
Elisabeth Malleier (* 1961 in Bruneck) ist eine italienische Historikerin aus Südtirol. Ihre Schwerpunkte in Forschung, Lehre und Publikationen sind Sozialgeschichte, Geschichte jüdischer Frauen und ihrer Organisationen im Wien des 19. und frühen 20. Jahrhunderts sowie Geschlechtergeschichte in der Medizin.

## Leben
Elisabeth Malleiers Familie gehört zur deutschsprachigen Minderheit in Italien. Sie wuchs in Meran und in einem Kinderdorf in Brixen auf. Sie absolvierte die St. Franziskus-Krankenpflegeschule in Bozen und arbeitete als diplomierte Krankenpflegerin. Mit 24 Jahren legte sie als Externe die Matura ab. Nach ausgedehnten Reisen studierte sie Geschichte in Innsbruck, Berlin und Wien. Im Jahr 2000 wurde sie an der Universität Wien mit Auszeichnung zum Dr. phil. promoviert. Sie lebt seit 1989 in Wien.

## Werk
Malleier brachte in ihrer Studie unter dem Titel Formen männlicher Hysterie. Die Kriegsneurose im Ersten Weltkrieg die sogenannte Kriegsneurose erstmals in einen medizin- und geschlechtergeschichtlichen Zusammenhang. Sie zeichnet darin die Verlaufsgeschichte der Debatten um männliche Hysterie nach und befasst sich mit der Behandlung von Kriegsneurosen durch die Wiener Psychiatrie und Psychoanalyse. Die Studie, die auf ihrer Diplomarbeit von 1993 beruht, erschien gekürzt 1996 in dem von Malleier mitherausgegebenen Band zur Medizingeschichte mit dem Titel Körper – Geschlecht – Geschichte.
In ihrer Dissertation, die 2003 als Buch unter dem Titel Jüdische Frauen in Wien 1816–1938 publiziert wurde, widmete sie sich der Selbstorganisation jüdischer Frauen in Vereinen sowie den Arbeits- und Lebensbedingungen armer jüdischer Frauen und Mädchen in Wien bis zum „Anschluss“. Malleier hat dafür bisher unbeachtete Quellen zu jüdischen Vereinen, Erinnerungsliteratur und zeitgenössische Periodika gesichtet und unter anderem im Central Archives for the History of the Jewish People (CAHJP) und im Leo-Baeck-Institut in Jerusalem geforscht. Die umfassende sozialgeschichtliche Studie füllt in der Geschichtsschreibung über Juden in Mitteleuropa, in der Arbeiten über jüdische Frauen noch selten sind, eine lange vernachlässigte Forschungslücke. Parallel hierzu war Malleier als wissenschaftliche Mitarbeiterin am Institut für Konfliktforschung in Wien tätig und führte eine Untersuchung über Jüdinnen in der bürgerlichen Frauenbewegung in Österreich bis 1938 durch. Malleier betrat damit Neuland, da der Anteil jüdischer Feministinnen an der interkonfessionellen Frauenbewegung in der sozialgeschichtlichen Forschung bis dahin kaum erfasst wurde. Sie zeigt, dass beispielsweise in Wien schon im frühen 19. Jahrhundert jüdische und nichtjüdische Frauen in verschiedensten Vereinen zusammenarbeiteten.
Elisabeth Malleier war bis April 2013 Mitarbeiterin am Institut für Geschichte der Universität Wien, an dem sie mehrere Forschungsprojekte durchführte, darunter zur Entstehungsgeschichte der österreichischen Kinderheime und Kinderschutzbewegung, über jüdische Spitäler in Österreich-Ungarn – eine Studie, die von der Robert-Bosch-Stiftung gefördert wurde – und über die Bewegung der „Männerrechtler“ im Wien der Zwischenkriegszeit.
Mit ihrem Buch Das Ottakringer Settlement 1901–2003 legte Malleier eine Studie über ein Nachbarschaftsprojekt nach dem Vorbild der englischen Settlement-Bewegung im Wiener Arbeiterbezirk Ottakring vor, das mit Unterbrechung während des Nationalsozialismus mehr als 100 Jahre bestand. Malleier zeige, so der Rezensent Gerhard Baader, „wie – trotz aller jüdischen Mitarbeiterinnen – das Settlement als Frauenprojekt Frauen verschiedenster Konfessionen und politischer Anschauungen vereinen konnte, wenn auch nicht alle früheren Settlements-Mitarbeiterinnen immun für die Ideen des Nationalsozialismus blieben“. Die Autorin habe mit dieser Studie einen wichtigen Beitrag zur Geschichte einer von Frauen getragenen
Selbsthilfebewegung geschrieben.

## Publikationen
- Rabenmutterland. Eine familienbiographische Rekonstruktion, Edizioni Alpha Beta Verlag, Meran 2016, ISBN 978-88-7223-250-7.
- „Kinderschutz“ und „Kinderrettung“. Die Gründung von freiwilligen Vereinen zum Schutz misshandelter Kinder im 19. und frühen 20. Jahrhundert, StudienVerlag, Innsbruck/Wien/Bozen 2014, ISBN 978-3-7065-5337-7.
- Jüdische Frauen in Wien. 1816–1938. Wohlfahrt – Mädchenbildung – Frauenarbeit. Mandelbaum, Wien 2003, ISBN 3-85476-085-X.
- Das Ottakringer Settlement. Zur Geschichte eines frühen internationalen Sozialprojekts. Verband Wiener Volksbildung, Wien 2005, ISBN 3-900799-64-4.
- als Herausgeberin mit Elisabeth Mixa, Marianne Springer-Kremser, Ingvild Birkhan: Körper – Geschlecht – Geschichte. Historische und aktuelle Debatten in der Medizin. Studien-Verlag, Innsbruck u. a. 1996, ISBN 3-7065-1148-7, darin:

- Formen männlicher Hysterie. Die Kriegsneurose im Ersten Weltkrieg. S. 147–167;
- Zur Frage der Geschlechterdifferenz in der Personalisierungsgeschichte der Krankenpflege. S. 285–300.

Fachartikel (Auswahl)
- Die Kriegsneurose in der Wiener Psychiatrie und Psychoanalyse. In: Wiener Geschichtsblätter. Bd. 49, Nr. 4, 1994, S. 206–220.
- „A Emile Zola – Les jeunes filles de Vienne.“ Die 500 Mädchen aus Wien oder: 500 gegen 4.000. In: L’Homme. Europäische Zeitschrift für Feministische Geschichtswissenschaft. Bd. 10, Nr. 1, 1999, S. 91–100.
- Regine Ulmann und der „Mädchen-Unterstützungs-Verein“ in Wien. In: Archiv der Deutschen Frauenbewegung (Hrsg.): Im Namen des Herrn? Konfessionelle Frauenverbände 1890–1933 (= Ariadne. Forum für Frauen- und Geschlechtergeschichte. Heft 35, ISSN 0178-1073). Stiftung Archiv der Deutschen Frauenbewegung, Kassel 1999, S. 28–31.[11]
- Der „Bund für Männerrechte“. Die Bewegung der „Männerrechtler“ im Wien der Zwischenkriegszeit. In: Wiener Geschichtsblätter. Bd. 58, Nr. 3, 2003, S. 208–233.
- Die Rezeption der Frauenbewegung in der Wiener jüdischen Presse vor 1938. In: Wiener Geschichtsblätter. Bd. 60, Nr. 3, 2005, S. 63–73.
- Jüdische Feministinnen in der Wiener bürgerlichen Frauenbewegung vor 1938. In: Margarete Grandner, Edith Saurer (Hrsg.): Geschlecht, Religion und Engagement. Die jüdischen Frauenbewegungen im deutschsprachigen Raum. 19. und frühes 20. Jahrhundert (= L'Homme-Schriften. Reihe zur feministischen Geschichtswissenschaft. Bd. 9). Böhlau, Wien u. a. 2005, ISBN 3-205-77259-8, S. 79–101 (einsehbar bei Google Books).
- „Making the world a better place“. Welfare and politics, welfare as politics? Activities of Jewish women in Vienna before 1938. In: Aschkenas. Zeitschrift für Geschichte und Kultur der Juden. Jg. 16, Nr. 1, 2006, S. 261–268, doi:10.1515/ASCH.2006.261.
- Vergessene Differenzen. Jüdische Frauen in der Habsburgermonarchie. In: Andrea M. Lauritsch (Hrsg.): Zions Töchter. Jüdische Frauen in Literatur, Kunst und Politik (= Edition Mnemosyne. Bd. 14). Lit, Wien 2006, ISBN 3-8258-8666-2, S. 355–369.
- Professionalisierungsbestrebungen zur Krankenpflege in jüdischen Spitälern Österreich-Ungarns um 1900. In: Medizin, Gesellschaft und Geschichte. Jahrbuch des Instituts für Geschichte der Medizin der Robert Bosch Stiftung. Bd. 27, 2008, ISSN 0939-351X, S. 111–132.
- „Jeder Sieg der Frauen muss ein Sieg der Freiheit sein, oder er ist keiner“. Jüdische Feministinnen in der Wiener bürgerlichen Frauenbewegung und in internationalen Frauenbewegungsorganisationen. In: Frank Stern, Barbara Eichinger (Hrsg.): Wien und die jüdische Erfahrung, 1900–1938. Akkulturation, Antisemitismus, Zionismus. Böhlau, Wien u. a. 2009, ISBN 978-3-205-78317-6, S. 277–295 (einsehbar bei Google Books).
- Das Engagement von Jüdinnen in gemischtkonfessionellen Vereinen. In: Evelyn Adunka, Gerald Lamprecht, Georg Traska (Hrsg.): Jüdisches Vereinswesen in Österreich im 19. und 20. Jahrhundert (= Schriften des Centrums für Jüdische Studien. Bd. 18). Studien-Verlag, Innsbruck/Wien/Bozen 2011, ISBN 978-3-7065-4946-2, S. 183–193.[12]